# Peter Holland (regisseur)
Peter Holland (Nijmegen, 6 januari 1917 - Amsterdam, 17 mei 1975) was een Nederlands regisseur en acteur.
Hij was onder meer de regisseur van de televisieseries Memorandum van een dokter (1963-1965) en De klop op de deur (1970-1971). Hij is het bekendst geworden door zijn regie van enkele afleveringen van de kinderserie Swiebertje. Ook speelde hij in 1973,1974 en 1975 in afleveringen de rol van huisknecht Jacobus, met wie Swiebertje het regelmatig aan de stok had. In oktober 1974 speelde hij ook nog een kleine rol als directeur in de televisieserie Kamer 17 van de NCRV.
Peter Holland overleed plotseling op 57 jarige leeftijd in zijn woning in Amsterdam. Hij werd pas drie dagen na zijn overlijden door bekende buren gevonden aan zijn bureau.
De laatste jaren had Peter Holland last van depressies en trok hij zich meer en meer terug. Bekenden van hem zeggen dat hij na de scheiding met actrice Ann Hasekamp nooit echt meer gelukkig is geweest.